# Bataille de Locminé (1796)
Pour les articles homonymes, voir Bataille de Locminé.
Chouannerie
Batailles
- Liffré
- 1re Argentré
- Expédition de Quiberon
- Plouharnel
- Quiberon
- Segré
- 1er Rocher de La Piochais
- La Ceriseraie
- La Cornuaille
- 1re La Croix-Avranchin
- La Vieuville
- Boucéel
- 1re Saint-James
- 2e Rocher de La Piochais
- 2e La Croix-Avranchin
- Auverné
- Andigné
- Croix-Couverte
- Tinchebray
- L'Auberge-neuve
- Locminé
- Saint-Hilaire-des-Landes
- Val de Préaux
- Le Grand-Celland
- 2e Argentré
- Noyant-la-Gravoyère
- La Hennerie
- Saint-Aubin-du-Cormier
- Le Mans
- Nantes
- Saint-Brieuc
- Le Lorey
- Mont-Guéhenno
- La Tour d'Elven
- 2e Saint-James
- Les Tombettes
- Pont du Loc'h

La bataille de Locminé se déroule le 7 avril 1796, lors de la Chouannerie. Elle s'achève par la victoire des chouans qui repoussent une attaque républicaine près de Locminé.

## Prélude
En avril 1796, Georges Cadoudal donne l'ordre à plusieurs de ses divisions de se rassembler dans les environs de Locminé, probalement dans le but de favoriser un débarquement d'armes par les Britanniques,. 
Le récit le plus détaillé du combat est laissé par l'officier chouan Toussaint du Breil de Pontbriand dans ses mémoires. Actif en Ille-et-Vilaine et dans les Côtes-du-Nord, Pontbriand n'est pas présent à ce combat et ses notes sur les opérations dans le Morbihan semblent s'appuyer sur les écrits d'un chef chouan local nommé François Le Chevalier. Des notes sont également laissées par un autre chef royaliste : Louis du Bot de Villeneuve,.
Côté républicain, le combat n'est que brièvement mentionné par une lettre du général Pierre Quantin adressée au général en chef Lazare Hoche, le 20 germinal an IV (9 avril 1796).

## Forces en présence
Les effectifs engagés de part et d'autre ne sont pas connus avec exactitude. Selon du Bot, trois divisions de l'armée royale du Morbihan prennent part au combat, menées par Pierre Guillemot, Pierre Robinault de Saint-Régeant, Joseph-Urbain de Troussier et Lantivy du Rest. Pour Pontbriand, les chouans engagent 1 000 hommes menés par Guillemot, 800 hommes menés par Saint-Régeant, 200 hommes de la division de Troussier menés par un officier du Loyal-Émigrant nommé Georges et un nombre indéterminé de combattants de la division de Ploërmel menés par Closmadeuc.
Pour Pontbriand et du Bot, les républicains engagent 1 500 hommes lors de ce combat, auxquels Pontbriand ajoute 500 hommes arrivés en renforts,. D'après la correspondance du général Quantin, 1 200 hommes commandés par le général Auguste Mermet sont présents à Locminé au moment de la bataille,. Quantin indique cependant que l'affrontement n'est livré que par une partie du 6e bataillon de volontaires de la Côte-d'Or. Une partie du 22e bataillon de volontaires du Morbihan commandé par le capitaine Henry Violard arrive également ce jour-là à Locminé, en provenance de Vannes.

## Déroulement
La bataille s'engage probablement le 18 germinal an IV (7 avril 1796). Selon du Bot, le combat débute à huit heures du matin et s'achève à trois heures de l'après-midi,. Pour Pontbriand, l'affrontement dure six heures.
La division de Saint-Régeant arrive la première aux abords de Locminé,,. Elle se place alors dans un village à proximité de la bourgade afin de faire une distribution de pain et de viande,. Fatigués par une longue route, les chouans se mettent en bivouac et s'occupent à faire de la soupe,.
Cependant, les républicains sortent du bourg de Locminé et se portent à la rencontre des chouans,. Ces derniers se mettent en bataille et acceptent le combat dans « l'espoir d'un prompt secours » selon Pontbriand, « joint au désir de défendre leur repas »,.
Les chouans résistent une heure, mais Saint-Régeant finit par donner l'ordre de faire retraite, par crainte de se retrouver enveloppé,. Les derniers pelotons, menés par Garnier de la Villesbret, ne parviennent à s'extraire que de justesse,. 
Les hommes de Saint-Régeant rejoignent alors les 200 combattants de la division de Troussier, qui se déploient sur une position avantageuse. Cependant, les républicains poursuivent leur attaque et emportent la position en une demi-heure. 
L'arrivée de Pierre Guillemot avec sa division de Bignan permet aux chouans de reprendre l'avantage,,. Guillemot rallie les troupes de Saint-Régeant et de Troussier, au bord de la déroute, puis il ordonne une charge à la baïonnette qui pousse les républicains à reculer,. Selon le récit de Pontbriand, malgré de vains efforts, les officiers ne parviennent pas à rallier leurs hommes, qui ne peuvent se remettre en bataille. Un détachement républicain arrive en renfort, mais il ne peut inverser le cours du combat,. Peu après, la division de Closmadeuc apparaît à son tour sur le champ de bataille et achève de semer la panique parmi les républicains qui prennent la fuite et se réfugient à l'intérieur du bourg de Locminé,.

## Pertes
Les différentes sources ne s'accordent pas sur le bilan du combat. Les pertes républicaines sont évaluées à 250 hommes par du Bot,, et à plus de 1 000 par Pontbriand,. Cependant, le général Quantin donne un bilan bien moins élevé dans sa lettre adressée à Hoche le 20 germinal an IV (9 avril 1796) : « Une partie du 6e bataillon de la Côte-d'Or a eu avec les rebelles une affaire vive dans laquelle nous avons perdu 23 hommes et 17 blessés, dont deux mourront »,. 
Le 22 germinal an IV (11 avril 1796), François Fornier, juge à Pontivy, fait mention de 17 morts et 23 blessés dans une lettre adressée à Perret de la Lande, président du tribunal criminel du Morbihan à Vannes,. Le 26 germinal an IV (15 avril 1796), le capitaine Jean-Louis Perret de La Garenne fait quant à lui état de 22 tués dans une lettre également adressée à Perret de la Lande, son frère,.
Du côté des chouans, du Bot donne un bilan d'environ 200 tués ou blessés, dont 44 officiers,,. Pour Pontbriand, les pertes sont de 80 morts et de plus de 100 blessés.
Selon Pontbriand, l'officier Georges, du Loyal-Émigrant, figure parmi les morts et Saint-Régeant est blessé à l'épaule. Ils sont remplacés au cours du combat par les frères René et Philippe du Plessis de Grénédan,.

## Suites
Selon du Bot, deux autres combats ont lieu au cours de la même journée. L'un est livré par Pierre Mercier, dit la Vendée, qui s'empare d'un convoi avec une troupe de 600 marins. L'autre a lieu près de Plaudren, où 1 200 hommes de Louis de Sol de Grisolles battent en retraite devant 700 grenadiers d'élite menés directement par le général Hoche sur la route de Pontivy. De Sol rejoint ensuite Guillemot à Saint-Jean-Brévelay. 
Mermet se retire de Locminé dans la soirée et regagne Vannes afin de chercher du renfort. Il ressort de cette ville le lendemain avec deux colonnes mobiles de la Côte-d'Or et du 110e régiment d'infanterie. 
Deux jours après le combat de Locminé, Cadoudal donne l'ordre à ses troupes de se disperser, aucun flotte britannique n'étant finalement apparue sur les côtés du Morbihan,
Dans une lettre datée du 7 floréal an IV (26 avril 1796), Fornier écrit que le général Mermet a fait fusiller 18 chouans faits prisonniers près de Locminé.